# Planchonia careya
Planchonia careya es una especie arbórea de la familia Lecythidaceae.  Los nombres comunes incluyen manzana de cacatúa y ciruela de macho cabrío. El libro de 1889 Las plantas autóctonas útiles de Australia registra que los aborígenes australianos del área del río Mitchell se referían a esta planta como "Ootcho", mientras que los del área del río Cloncurry se referían a ella como "Go-onje" y "Gunthamarrah".

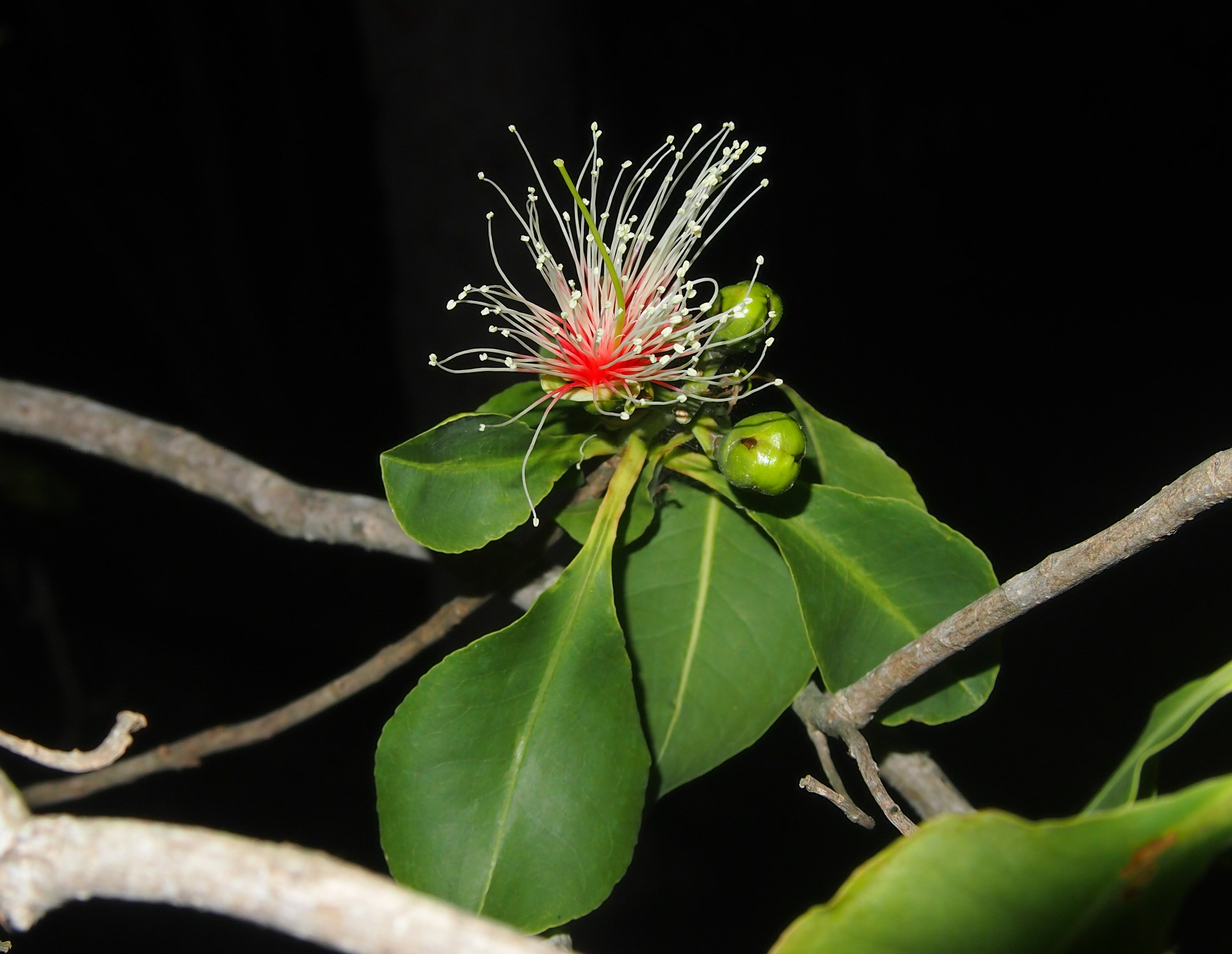
Flor

## Usos
Los aborígenes australianos consumían la fruta madura cruda de esta especie. Se dice que el sabor es similar al membrillo. 
Los aborígenes australianos pulverizaban la corteza interna de esta especie y la agregaban a pequeñas masas de agua para que actuara como una toxina para peces, lo que permitía coger peces fácilmente de la superficie del agua.  Se sabe que esta ha sido una práctica utilizada por los aborígenes australianos en la bahía de Cleveland.  Las raíces de la especie también fueron utilizadas como toxina para peces por los aborígenes australianos. 
Los aborígenes australianos herbían la corteza interior de esta especie en agua y el líquido resultante se usaba como lavado antiséptico para llagas y heridas abiertas. 
Los aborígenes australianos colocaban las hojas calentadas de esta especie sobre las picaduras de mosquitos y flebótomos para aliviar la irritación. 
Los aborígenes australianos usaban las flores de esta especie como decoración. 